# The Guinea Pig
Pour plus de détails, voir Fiche technique et Distribution.
The Guinea Pig est un film britannique réalisé par Roy Boulting, sorti en 1948.

## Synopsis
Jack Read, un jeune homme issu de la classe ouvrière, gagne une bourse pour étudier dans une "public school". Il sert en fait de cobaye (guinea pig en anglais) pour une expérience éducative à la suite du rapport Fleming. Il va devoir faire face aux réactions des élèves et des enseignants, tous issus de la haute bourgeoisie ou de l'aristocratie...

## Fiche technique
- Titre original : The Guinea Pig
- Réalisation : Roy Boulting
- Scénario : Warren Chetham Strode, Bernard Miles, Roy Boulting, d'après la pièce de Warren Chetham Strode
- Direction artistique : John Howell
- Costumes : Honoria Plesch
- Photographie : Gilbert Taylor
- Son : Sash Fisher
- Montage : Richard Best
- Musique : John Wooldridge
- Production : John Boulting
- Production associée : Peter De Sarigny
- Société de production : Pilgrim Pictures
- Société de distribution : Pathé Pictures
- Pays d'origine :  Royaume-Uni
- Langue originale : anglais
- Format : Noir et blanc  — 35 mm — 1,37:1 — son mono
- Genre : Comédie dramatique
- Durée : 97 minutes
- Dates de sortie : Royaume-Uni : 27 octobre 1948

## Distribution
- Richard Attenborough : Jack Read
- Sheila Sim : Lynne Hartley
- Bernard Miles : M. Read
- Cecil Trouncer : Lloyd Hartley
- Robert Flemyng : Nigel Lorraine
- Edith Sharpe : Mme Hartley
- Joan Hickson : Mme Read
- Timothy Bateson : Tracey
- Clive Baxter : Gregory
- Basil Cunard : Buckton
- John Forrest : Fitch
- Maureen Glynne : Bessie
- Brenda Hogan : Lorna Beckett
- Herbert Lomas : Sir James Corfield

## Production
- Le film a été tourné le primer à être tourné au sein de la Sherborne School, école qui servira de lieu de tournage notamment pour Goodbye, Mr. Chips d'Herbert Ross (1969), Les Leçons de la vie (The Browning Version) de Mike Figgis (1994) et Imitation Game de Morten Tyldum (2014)[1].